# Madison Cruzado
Madison Taylor Cruzado (13 novembre 1998) è una pallavolista portoricana, libero delle Mets de Guaynabo.

## Carriera

### Club
La carriera di Madison Cruzado inizia nei tornei scolastici dell'Ohio, giocando con la Elyria HS, mentre in seguito entra a far parte della formazione universitaria della Notre Dame, partecipando alla NCAA Division I dal 2017 al 2019.
Nella stagione 2021 torna in patria per iniziare la carriera da professionista con le Changas de Naranjito, in Liga de Voleibol Superior Femenino. Dopo un'annata di inattività, nella Liga de Voleibol Superior Femenino 2023 approda alle Valencianas de Juncos, con cui nel seguente torneo viene premiata come rising star, miglior libero e inserita nello All-Star Team. Per la Liga de Voleibol Superior Femenino 2025 si trasferisce alle Mets de Guaynabo.

### Nazionale
Debutta in nazionale in occasione della NORCECA Final Four 2024, dove conquista l'oro.

## Palmarès

### Nazionale (competizioni minori)
- NORCECA Final Four 2024

### Premi individuali
- 2024 - Liga de Voleibol Superior Femenino: Rising star
- 2024 - Liga de Voleibol Superior Femenino: Miglior libero
- 2024 - Liga de Voleibol Superior Femenino: All-Star Team